# Pakistanische Frauen-Cricket-Nationalmannschaft in England in der Saison 2012
Die Tour der pakistanischen Cricket-Nationalmannschaft nach England in der Saison 2012 fand vom 4. bis zum 5. September 2012 statt. Die internationale Cricket-Tour war Bestandteil der Internationalen Cricket-Saison 2012 und umfasste zwei WTwenty20s. England gewann die WTwenty-Serie 2–0.

## Vorgeschichte
England spielte zuvor eine Tour gegen Indien, Pakistan ein Drei-Nationen-Turnier in Irland. Es war das erste Aufeinandertreffen der beiden Mannschaften bei einer Tour.

## Stadien
Das folgende Stadion wurde für die Tour als Austragungsort vorgesehen.
| Stadion           | Stadt        | Kapazität | Spiele       |
| ----------------- | ------------ | --------- | ------------ |
| Haslegrave Ground | Loughborough |           | 1. & 2. WT20 |

## Kaderlisten
| WTwenty20 | WTwenty20 |
| England | Pakistan |
| --- | --- |
| - Charlotte Edwards (K) - Tammy Beaumont - Arran Brindle - Katherine Brunt - Holly Colvin - Lydia Greenway - Jenny Gunn - Danielle Hazell - Heather Knight - Laura Marsh - Susie Rowe - Anya Shrubsole - Sarah Taylor (wk) - Danni Wyatt | - Sana Mir (K) - Asmavia Iqbal - Batool Fatima (wk) - Bismah Maroof - Elizebath Khan - Javeria Khan - Javeria Rauf - Marina Iqbal - Masooma Junaid - Nahida Khan - Nain Abidi - Nida Dar - Qanita Jalil - Sadia Yousuf |

## Tour Matches
| 1. September Scorecard | Loughborough | Pakistan 109-8 (20)          | – | England U19 74 (17.5) |
|                        |              | Pakistan gewinnt mit 35 Runs |   |                       |

| 1. September Scorecard | Loughborough | Pakistan 105-8 (20)               | – | England U19 107-7 (19.5) |
|                        |              | England U19 gewinnt mit 3 Wickets |   |                          |

| 4. September Scorecard | Loughborough | England Academy 121 (20)            | – | Pakistan 82 (18.5) |
|                        |              | England Academy gewinnt mit 39 Runs |   |                    |

| 6. September Scorecard | Loughborough | Pakistan 150-6 (20)          | – | England Academy 108 (19) |
|                        |              | Pakistan gewinnt mit 42 Runs |   |                          |

### WTwenty20 gegen die West Indies
| 5. September Scorecard | Loughborough | Pakistan 98-8 (20)                | – | West Indies 102-2 (19.5) |
|                        |              | West Indies gewinnt mit 8 Wickets |   |                          |

Pakistan gewann den Münzwurf und entschied sich als Schlagmannschaft zu beginnen.

## Women’s Twenty20 Internationals

### Erstes WTwenty20 in Loughborough
| 4. September Scorecard | Loughborough | Pakistan 87-7 (20)            | – | England 91-3 (15.5) |
|                        |              | England gewinnt mit 7 Wickets |   |                     |

Pakistan gewann den Münzwurf und entschied sich als Schlagmannschaft zu beginnen. Als Spielerin des Spiels wurde Anya Shrubsole ausgezeichnet.

### Zweites WTwenty20 in Loughborough
| 5. September Scorecard | Loughborough | England 162-7 (20)          | – | Pakistan 81-5 (20) |
|                        |              | England gewinnt mit 81 Runs |   |                    |

England gewann den Münzwurf und entschied sich als Schlagmannschaft zu beginnen. Als Spielerin des Spiels wurde Danni Wyatt ausgezeichnet.

## Auszeichnungen

### Player of the Match
Als Player of the Match wurden die folgenden Spielerinnen ausgezeichnet.
| Spiel   | Player of the Match |
| ------- | ------------------- |
| 1. WT20 | Anya Shrubsole      |
| 2. WT20 | Danni Wyatt         |